# Omitchka Omsk
Maillots
L'Omitchka Omsk est un ancien club russe de volley-ball féminin basé à Omsk qui a fonctionné de 1965 à 2016.

## Historique
Le club a disparu à la fin de la saison 2015-2016 en raison de problèmes financiers.

## Palmarès
- Coupe de Russie
  - Finaliste : 2014[3]

## Entraîneurs successifs
- 1965-2006  Vladimir Choumakov
- 2006-2007  Iegueni Sivkov
- 2007-2007  Viktor Ouchakov
- 2007-2009  Viktor Bardok
- 2009-2010  Sergueï Ovtchinnikov
- 2010-2011  Viktor Ouchakov
- 2011-2012  Vladimir Kouzioutkine
- 2012-2015  Zoran Terzić
- 2015-2016  Andrei Smirnov

## Effectifs

### Saison 2015-2016
| No                                          | Nom                                         | Date de naissance                           | Taille                         | Poids                          | Poste                          |
| ------------------------------------------- | ------------------------------------------- | ------------------------------------------- | ------------------------------ | ------------------------------ | ------------------------------ |
| 1                                           | Valeria Chatounova                          | 12 juillet 1994                             | 192                            | 85                             | Réceptionneuse-attaquante      |
| 2                                           | Alina Khassanova                            | 15 septembre 1990                           | 178                            |                                | Libero                         |
| 3                                           | Olga Iefimova                               | 18 avril 1997                               | 178                            |                                | Réceptionneuse-attaquante      |
| 5                                           | Alena Kiritchenko                           | 9 avril 1997                                | 179                            |                                | Passeuse                       |
| 6                                           | Daria Bessonova                             | 5 juillet 1997                              | 179                            |                                | Libero                         |
| 7                                           | Natalia Dianskaïa                           | 7 mars 1989                                 | 186                            | 64                             | Centrale                       |
| 8                                           | Anguelina Liakhovetskaïa                    | 19 octobre 1993                             | 192                            |                                | Centrale                       |
| 9                                           | Daria Issaïeva                              | 29 mars 1990                                | 186                            | 75                             | Attaquante                     |
| 10                                          | Iekaterina Iefimova                         | 3 juillet 1993                              | 193                            | 70                             | Centrale                       |
| 11                                          | Natalia Khodounova                          | 1er juillet 1992                            | 186                            | 65                             | Réceptionneuse-attaquante      |
| 12                                          | Natalia Rechetnikova                        | 22 mars 1994                                | 192                            | 86                             | Attaquante                     |
| 14                                          | Ioulia Grigorieva                           | 16 novembre 1986                            | 190                            |                                | Centrale                       |
| 16                                          | Anastassia Bourdioukova                     | 24 juin 1993                                | 189                            |                                | Centrale                       |
| 18                                          | Marina Akoulova                             | 13 décembre 1985                            | 177                            | 70                             | Passeuse                       |
| 19                                          | Olessia Nikolaïeva                          | 18 mars 1994                                | 188                            | 60                             | Réceptionneuse-attaquante      |
|                                             |                                             |                                             |                                |                                |                                |
| Encadrement technique                       | Encadrement technique                       |                                             | Légende                        | Légende                        | Légende                        |
| Entraîneur : Andrei Smirnov                 | Entraîneur : Andrei Smirnov                 | Entraîneur : Andrei Smirnov                 | : Capitaine                    | : Capitaine                    | : Capitaine                    |
| Entraîneur(s) adjoint(s) : Aleksandr Trouch | Entraîneur(s) adjoint(s) : Aleksandr Trouch | Entraîneur(s) adjoint(s) : Aleksandr Trouch | : Joueuse blessée actuellement | : Joueuse blessée actuellement | : Joueuse blessée actuellement |

| Équipe type : Omitchka Omsk                                                                                                |
| \| Akoulova · # 18 Chatounova · # 1 Dianskaïa · # 7 Grigorieva · # 14 Khodounova · # 11 Iefimova · # 3 Khassanova · # 2 \| |
| Akoulova · # 18 Chatounova · # 1 Dianskaïa · # 7 Grigorieva · # 14 Khodounova · # 11 Iefimova · # 3 Khassanova · # 2       |

| Akoulova · # 18 Chatounova · # 1 Dianskaïa · # 7 Grigorieva · # 14 Khodounova · # 11 Iefimova · # 3 Khassanova · # 2 |